# Bernard Silvestris
Bernard Silvestris, také Bernardus Silvestris a Bernard Silvester, byl středověký novoplatónský filosof a básník 12. století působící v Chartres a v Tours.
Kvůli svému křestnímu jménu byl často zaměňován s Bernardem z Chartres. André Vernet, který editoval Bernardovu Cosmographii, byl přesvědčen, že Bernard žil v rozmezí let 1085–1178. Jediné jistě doložitelné datum z jeho života je rok 1147, kdy představil svoji Cosmographii papeži Evženovi III. Že byl úzce spjat s chartreskou školou, dokazuje jeho věnování díla Cosmographia Thierrymu z Chartres, který se v roce 1141 stal kancléřem této školy.

## Spor s Vilémem z Conches
Myšlenkový odkaz chartreské školy je u něj prokazatelný, kupříkladu ve sporu, který Bernard vedl s Vilémem z Conches ohledně výkladu slov „vody nad nebesy“ z knihy Genesis. Vilém jakožto racionální fyzik příslušnou větu odmítl a literu Písma obětoval fyzice. Bernard Silvestris trval na autoritě Písma a plně se připojuje k interpretačnímu návrhu Thierryho z Chartres.

## Díla
- Cosmographia (1147–1148)
- Báseň Mathematicus
- Latinská parafráze mnoha arabských myšlenek Experimentarius (kritické vydání Experimentaria připravila M. Brini Savorelliová)